# Xiao Jiaruixuan
Xiao Jiaruixuan (4 de junho de 2002) é uma atiradora esportiva chinesa, medalhista olímpica.

## Carreira
Jiaruixuan participou dos Jogos Olímpicos de Verão de 2020 em Tóquio, onde participou da prova de pistola 25 m, conquistando a medalha de bronze ao totalizar 29 pontos.